# Franco Sbuttoni
Franco Sbuttoni (sinh ngày 6 tháng 5 năm 1989) là một cầu thủ bóng đá người Argentina.

## Sự nghiệp câu lạc bộ
Franco Sbuttoni đã từng chơi cho Sagan Tosu.